# Рождество Богородично (Цариброд)
„Рождество на Пресвета Богородица“ (на сръбски: „Рођења Пресвете Богородице“) е православна църква в град Цариброд (на сръбски: Димитровград) в Западните покрайнини, Сърбия.

## Местоположение
Храмът се намира в централната царибродска махала Чуйпетъл.

## История
След Освобождението на България в 1878 година Цариброд бързо се развива като център на околия в новосформираното Княжество България. Липсата на църковен храм е сред основните грижи за местните власти, след изграждането на училище. На 15 юли 1888 г. на заседание на градския общински съвет е взето решение за изграждането на църквата и за образуване на комисия, която да се занимава с този въпрос. През лятото на 1890 г. инициативата е подпомогната с отпускането на 1000 лева от бюджета на Министерството на външните дела и изповеданията. През 1893 г. за построяването на църквата са отпуснати още 10 000 лева, а на следващата година – 5000.
Сградата на църквата е завършена през 1894 година.

## Описание
Сред най-големите ценности на храма е иконостасът от чимширено дърво, изпълнен в техника „чипка“. Изработен е от дебърски майстори, ръководени от Иван Филипов.
От периода 1891-1894 г. са и дарствените икони на храма, подписани от царибродските бакалски, терзийски и платнарски еснафи. Кметът на града Ташко Дурин също дарява икона с изображение на Рождество Христово, под която пише:„Подарък от Ташко Дурин, кмет на града, 1894 г.“